# Edda Heymel
Edda Heymel (* 12. April 1951 in Breitungen) ist eine deutsche Politikerin (SPD) und ehemalige thüringische Landtagsabgeordnete.

## Leben und Beruf
Edda Heymel ist verheiratet und hat drei Kinder. Nach der Schulausbildung besuchte sie drei Jahre lang das Institut für Lehrerbildung in Weimar. Anschließend arbeitete sie von 1971 bis 1975 als Erzieherin und Lehrerin im Kombinat der Sonderheime für Psychodiagnostik und pädagogisch-psychologische Therapie in Berlin. 1975/76 war sie kurzzeitig im Lehrlingswohnheim Niederschmalkalden tätig. Danach wechselte sie an die Polytechnische Oberschule II in Breitungen, wo sie bis 1990 Lehrerin und Erzieherin war.

## Politik
Heymel wurde 1990 Mitglied des ersten Thüringer Landtags, dem sie bis 1999 angehörte. Sie war Ortsvereinsvorsitzende in Breitungen und hatte einen Sitz im Gemeindeparlament des Orts. Außerdem war Edda Heymel Mitglied des Kuratoriums der Thüringer Landeszentrale für politische Bildung sowie dem Kuratorium für Erwachsenenbildung in Thüringen. 1998 erhielt sie Ehrennadel des Vereins Forschungs- & Bildungs-Fördergesellschaft e.V.